# Elisabeth Klaus

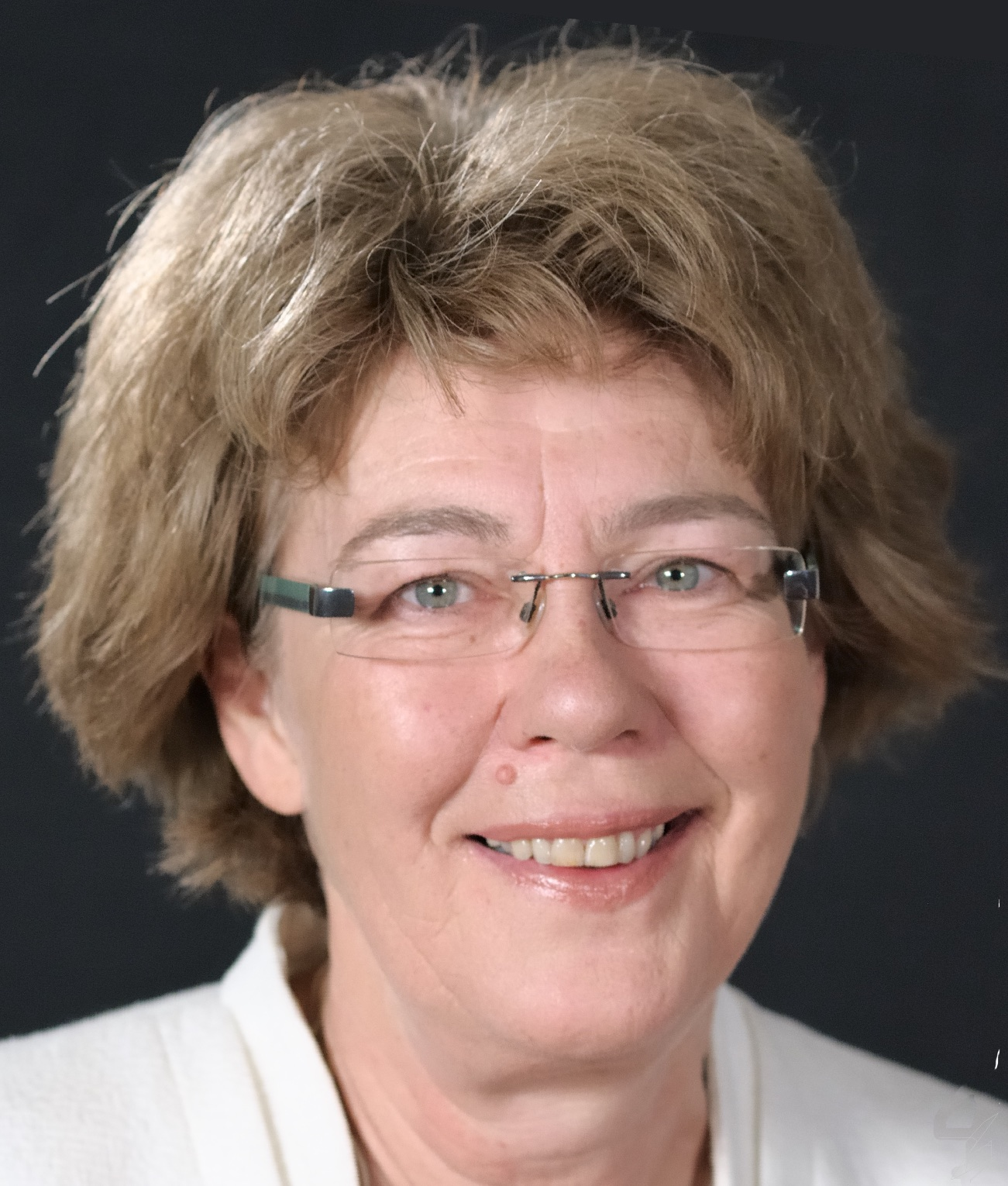
Elisabeth Klaus im Jahr 2016

Elisabeth Klaus (* 20. September 1955 in Oschersleben) ist eine deutsche Soziologin und Kommunikationswissenschaftlerin. Von 2003 bis 2020 war sie als Professorin am Fachbereich Kommunikationswissenschaft an der Universität Salzburg tätig.

## Leben
Klaus wurde am 20. September 1955 als jüngstes von sechs Kindern in Oschersleben in Sachsen-Anhalt geboren. Sie wuchs in Lage bei Detmold auf. Nach mehreren Auslandsaufenthalten, wie in den USA, führte sie 2003 die Stelle als ordentliche Professorin am Fachbereich Kommunikationswissenschaft an die Paris-Lodron-Universität Salzburg.

### Ausbildung und akademische Laufbahn
Nach dem Abschluss der Studien Mathematik und Sozialwissenschaften in Münster war Elisabeth Klaus von 1981 bis 1985 an der University of Notre Dame (US-Bundesstaat Indiana) als Forschungs- und Lehrassistentin tätig. Dort schloss sie das Doktoratsstudium mit dem Titel Doctor of Philosophy als Familiensoziologin ab.
Bereits ein Jahr später trat die Kommunikationswissenschaftlerin eine Stelle als Hochschulassistentin am Dortmunder Institut für Journalistik an. In Lehrforschungsprojekten entstanden erste Studien zum Gendering im Journalismus, wobei Klaus dabei vor allem ihre Erfahrungen aus den USA einarbeitete.
Bis 1992 war sie Hochschulassistentin am Institut für Journalistik der Universität Dortmund. Im Wintersemester 1991/92 folgte eine Vertretungsprofessur am Institut für Journalistik an der Universität Hamburg.
Zwischen 1993 und 1995 erhielt die Wissenschaftlerin ein Habilitationsstipendium der Deutschen Forschungsgemeinschaft (DFG). Im Jahr 1997 erhielt sie die Venia legendi für das Lehrgebiet Journalistik.
Im Zeitraum von 1993 und 2001 hatte sie mehrere Gast- und Vertretungsprofessuren, sowie längere Forschungsaufenthalte in Wien, Hamburg, Klagenfurt und Dublin.
Klaus war von 1996 bis 2003 als Hochschuldozentin am Institut für Publizistik- und Kommunikationswissenschaft der Georg August-Universität Göttingen tätig. In den Auseinandersetzungen um die Überführung des Instituts in ein Zentrum für Interdisziplinäre Medienwissenschaft setzte sie sich für den Erhalt des Standorts Göttingen ein.
Seit Oktober 2003 war sie als ordentliche Professorin am Fachbereich Kommunikationswissenschaft der Universität Salzburg tätig und leitete die Abteilung Kommunikationstheorien und Öffentlichkeit. Zum 1. Oktober 2020 trat Klaus in den Ruhestand und übernahm am 1. November 2020 die Leitung der interuniversitären Einrichtung Wissenschaft und Kunst an der Universität Salzburg.

### Kommunikationswissenschaftliche Relevanz
Im Rahmen ihrer Tätigkeit als Kommunikationswissenschaftlerin initiierte Klaus 1991 die DGPuk-Fachgruppe Medien, Öffentlichkeit und Geschlecht. Zudem war sie von 2004 bis 2010 Vorsitzende beziehungsweise Mitglied des Interdisziplinären ExpertInnenenrates Gender Studies (IER). Neben ihrer Funktion als Professorin war sie von 2006 bis 2010 als Senatorin an der Universität Salzburg tätig.
Elisabeth Klaus ist Co-Leiterin des Programmbereichs Zeitgenössische Kunst und Kulturelle Produktion im Schwerpunkt Wissenschaft und Kunst. Bei diesem Schwerpunkt handelt es sich um eine Kollaboration zwischen der Universität Salzburg und dem Mozarteum.
Zudem ist sie Leiterin des interuniversitären Doktoratskollegs „Die Künste und ihre öffentliche Wirkung: Konzepte – Transfer – Resonanz“ tätig und ist Vorsitzende der Cuko für das Interuniversitäre Doktoratsstudium Wissenschaft und Kunst.
Die Kommunikationswissenschaftlerin ist Mitherausgeberin der Reihe Critical Studies in Media and Communication beim Transcript Verlag, wie auch der Reihe Medien- und Geschlechterforschung beim LIT-Verlag.

### Lehr- und Forschungsschwerpunkte
- Theorien der Medien- und Kommunikationswissenschaft
- Kommunikationswissenschaftliche Geschlechterforschung
- Öffentlichkeitstheorien
- Cultural Studies und Populärkultur (Unterhaltungstheorien, Publikums- und Genreforschung, Reality-TV, Zeitgenössische Drama Serien)
- Inklusion und Exklusion durch / in Medien
- Medien und kulturelle Produktion

(Quelle:)

## Wissenschaftliche Arbeiten
In den Monographien von Klaus wird verstärkt die Kommunikationswissenschaftliche Geschlechterforschung aufgegriffen. Dabei beschäftigt sich die Wissenschaftlerin verstärkt mit der Inklusion und Exklusion von Frauen in Medienberufen.

### Werke
Zu den zahlreichen Veröffentlichungen der Kommunikationswissenschaftlerin zählen Monographien, Herausgeberschaften, Aufsätze in Fachzeitschriften, Beiträge in Sammelwerken, Kleinformen, Rezensionen, aber auch Vorträge, Tagungs- und Forschungsberichte.

#### Monographien
- Elisabeth Klaus: A Family of Families: When Family Relations Are Work Relations. Ann Arbor: University Microfilms International 1986, Verbund-ID Nr. AC10686357.
- Elisabeth Klaus: Zum Umbruch, Schätzchen. Lesbische Journalistinnen erzählen. Centaurus, Pfaffenweiler 1995, ISBN 3-89085-965-8.
- Elisabeth Klaus: Kommunikationswissenschaftliche Geschlechterforschung. Zur Bedeutung der Frauen in den Massenmedien und im Journalismus. Westdeutscher Verlag, Opladen/Wiesbaden 1998, ISBN 3-531-12898-1.
- Elisabeth Klaus: Kommunikationswissenschaftliche Geschlechterforschung. Zur Bedeutung der Frauen in den Massenmedien und im Journalismus. 2. korrigierte und aktualisierte Auflage. Westdeutscher Verlag, Opladen/Wiesbaden 2003, ISBN 3-8258-5513-9.
- Elisabeth Klaus: Journalistinnen. Eine Geschichte in Biografien und Texten 1848-1990 Reihe Journalismus: Theorie und Praxis. Band 18.  LIT-Verlag, Berlin/Münster/Wien/Zürich/London 2013, ISBN 978-3-643-50416-6.

#### Herausgeberschaft (Auszug)
- Elisabeth Klaus, Hans Bohrmann, Marcel Machill: Media Industry, Journalism Culture and Communication Policies in Europe. Herbert von Halem Verlag, Köln 2007,  ISBN 3-938258-17-9.
- Elisabeth Klaus, Manuela Grünangerl: STARMANIA und sein Publikum. Medien Journal, 31. Jg., H. 3/2007, ISSN 1025-9473.
- Elisabeth Klaus, Clemens Sedmak, Ricarda Drüeke, Gottfried Schweizer: Identität und Inklusion im europäischen Sozialraum. Verlag für Sozialwissenschaften, Wiesbaden 2010, ISBN 978-3-531-92535-6.
- Elisabeth Klaus, Eva Hausbacher, Ralph Poole, Ulrike Brandt, Ingrid Schmutzhart: Migration und Geschlechterverhältnisse. Kann die Migrantin sprechen? Springer VS, Wiesbaden 2012, ISBN 978-3-531-93189-0.
- Elisabeth Klaus, Ricarda Drüeke, Martina Thiele: Intersektionalität. Medien Journal, 38. Jg., H. 3/2014, ISSN 1025-9473.
- Elisabeth Klaus, Josef Seethaler: What Do We Really Know About Herta Herzog? Exploring the Life and Work of a Pioneer of Communication Research. Peter Lang, Frankfurt am Main 2016, ISBN 978-3-631-69730-6.

## Mitgliedschaften
- Mitglied der Österreichischen Gesellschaft für Kommunikationswissenschaft (ÖGK)
- Mitglied der Deutschen Gesellschaft für Publizistik- und Kommunikationswissenschaft (DGPuK)
- Mitglied im Bund demokratischer Wissenschaftlerinnen und Wissenschaftler (BdWi)
- Mitglied im Deutschen Journalistinnenbund (JB)
- Mitglied im Redaktionsbeirat der open-access Fachzeitschrift „Media and Communications“.

(Quelle:)

## Auszeichnungen
- 2019: Gabriele-Possanner-Würdigungspreis für ihr Lebenswerk im Zeichen der Geschlechterforschung
- 2019: gewähltes Mitglied der Academia Europaea
- 2005: Zeitschriftenpreis der Deutschen Gesellschaft für Publizistik und Kommunikationswissenschaft für den Aufsatz Klaus, Elisabeth/Lünenborg, Margreth (2004): Cultural Citizenship. Ein kommunikationswissenschaftliches Konzept zur Bestimmung kultureller Teilhabe in der Mediengesellschaft. In: Medien & Kommunikationswissenschaft, 52. Jg., H. 2/2004, S. 193–213.
- 1992: Preisträgerin Bennigsen-Foerder-Preis des Ministeriums für Wissenschaft und Forschung des Landes NRW